# Astrophytum coahuilense
Astrophytum coahuilense es una especie de planta suculenta perteneciente al género Astrophytum, dentro de la familia Cactaceae. Es endémica del noreste de México.

## Descripción

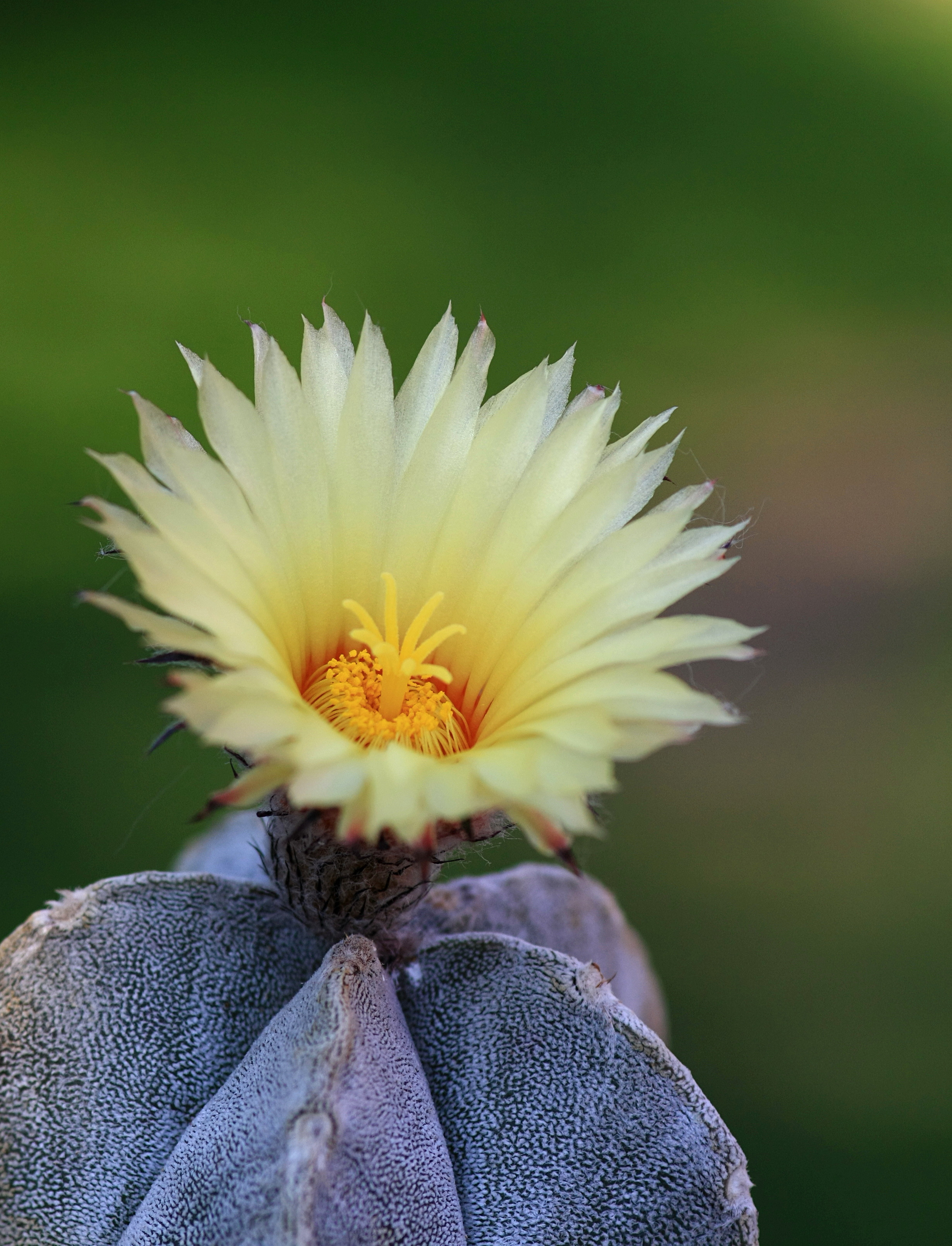
Detalle de la flor

Astrophytum coahuilense es una especie de cactus pequeño, muy similar a Astrophytum myriostigma. El tallo es de color verde grisáceo, y aunque inicialmente sea esférico, con la edad se vuelve columnar, sin brotes laterales, completamente cubierto con una gruesa capa de manchas o escamas de color blanco grisáceo (tricomas). 
Puede llegar a vivir hasta 150 años, alcanzando los 50 cm de altura y más de 20 cm de diámetro. En las plantas viejas, a menudo se observan profundos surcos transversales en la parte inferior del tallo. Las costillas (siempre 5) son afiladas al principio y luego redondeadas con los bordes ondulados. Las areolas se destacan con fuerza sólo después de la floración. 

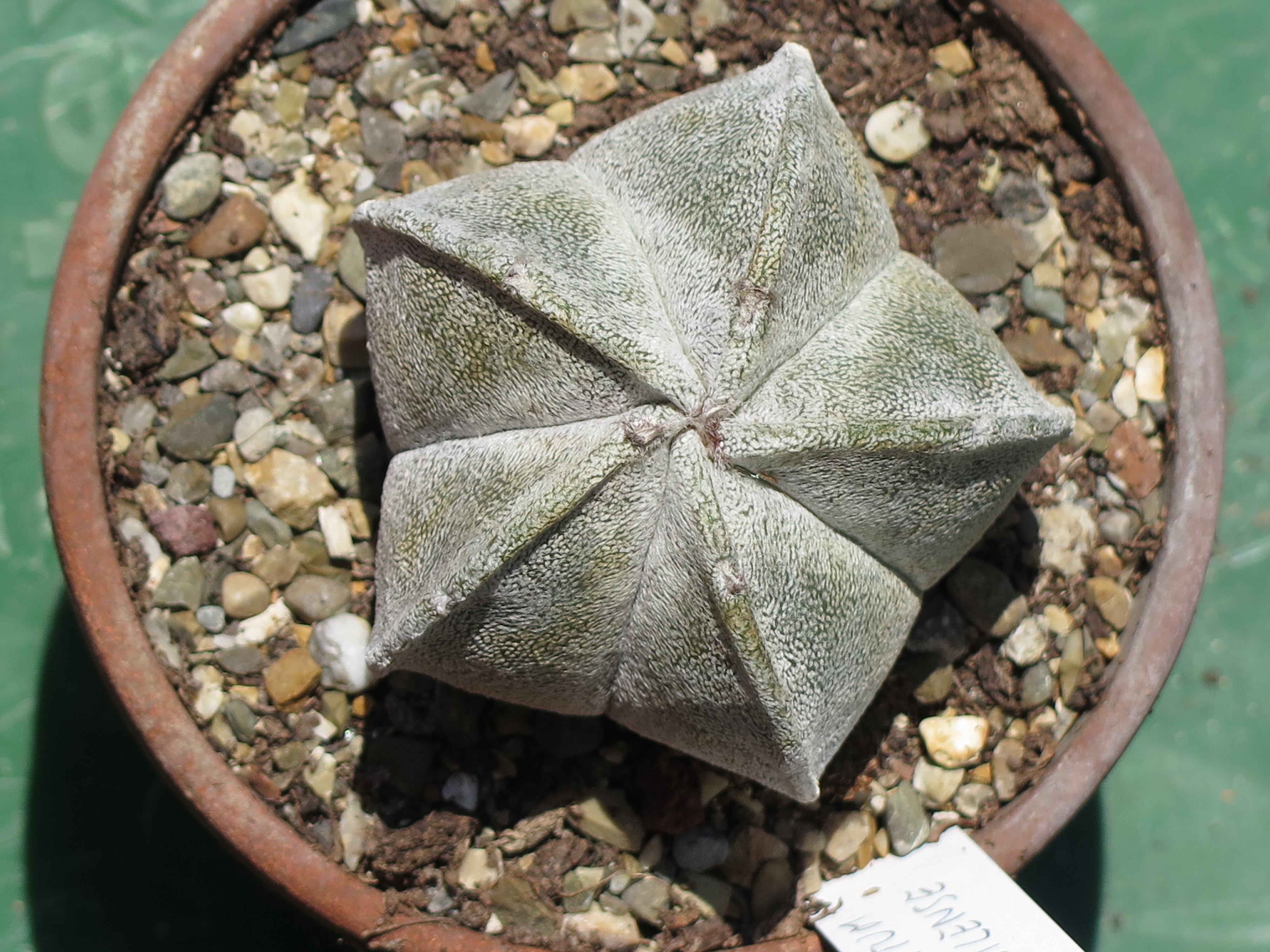
Planta en cultivo

Las flores son amarillas, con el centro anaranjado o rojo, de 5 a 7 cm de diámetro. Los frutos son rojos, abiertos en la parte inferior y contienen una gran cantidad de semillas de color marrón oscuro de 2 a 3 mm de tamaño.

## Distribución y hábitat

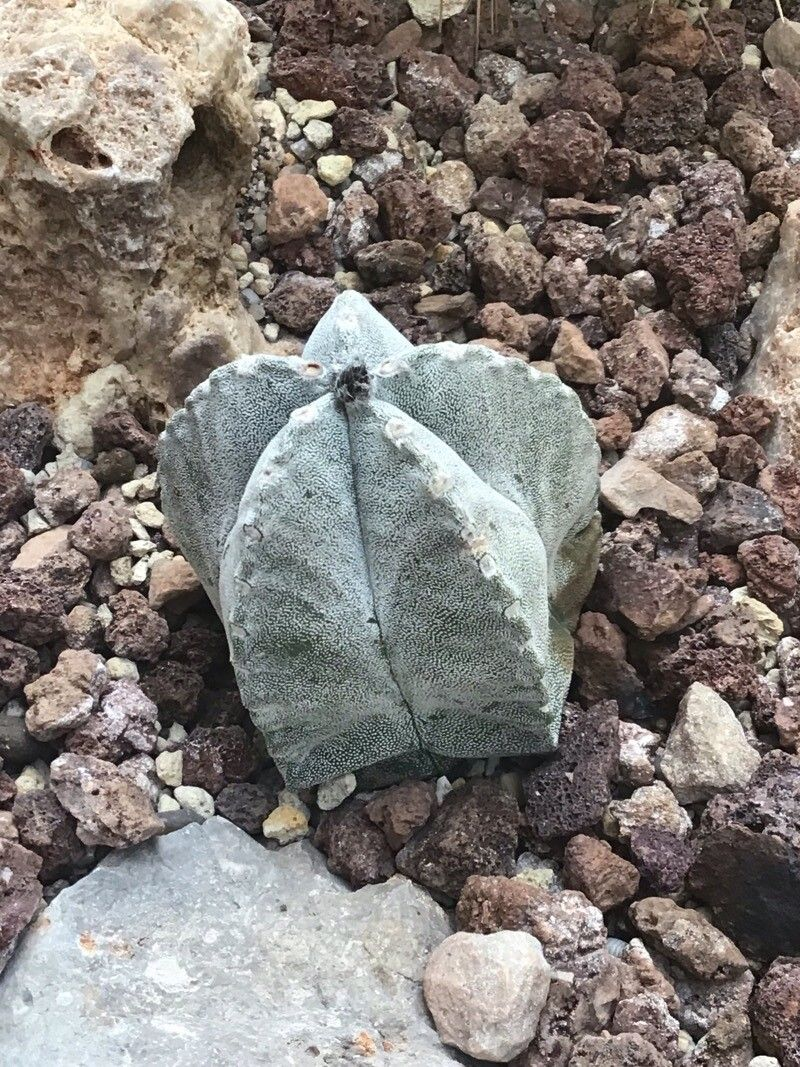
Planta en su hábitat

El área de distribución nativa de esta especie es México (concretamente en el estado de Coahuila) y crece principalmente en el bioma tropical estacionalmente seco.

## Taxonomía
La primera descripción de esta especie fue como Echinocactus myriostigma subsp. coahuilensis, publicada en 1927 por el botánico alemán Heinrich Möller en la revista científica Zeitschrift für Sukkulentenkunde 3: 54.
Más tarde, Konrad Kayser trasladó la especie al género Astrophytum, por lo que pasó a llamarse Astrophytum coahuilense. Registró estos cambios en la revista Kakteen-Freund. Illustrierte Monoatsschrift fur Kakteenliebhaber 1: 59, publicada en 1932.
Etimología
- Astrophytum: nombre genérico que deriva de las palabras griegas astro (que significa 'estrella'), y phyton (que significa 'planta'), por lo que se puede traducir como "planta con forma de estrella", haciendo referencia a la forma estrellada de algunas especies de este género de cactus.[4]
- Coahuilense: epíteto geográfico que hace referencia al estado mexicano de Coahuila, lugar donde se describió la especie.[5]

## Estado de conservación
En la Lista Roja de Especies Amenazadas de la UICN, la especie está clasificada como “Vulnerable (VU)”.

## Usos
Se cultiva principalmente como planta ornamental y su propagación de realiza normalmente a través de semillas.